# Hagen Fjord
Hagen Fjord är en fjord i Grönland (Kungariket Danmark). Den ligger i den norra delen av Grönland, 2 100 km nordost om huvudstaden Nuuk.